# Idampitiya
Idampitiya är en administrativ by i Sri Lanka.   Den ligger i provinsen Sabaragamuwa, i den centrala delen av landet, 80 km öster om huvudstaden Colombo.